# Twenty One Pilots (album)
Twenty One Pilots je debutové studiové album americké skupiny Twenty One Pilots, vydané nezávisle 29. prosince 2009. Prodáno bylo 115 000 kopií a umístilo se jako 139. na americkém Billboard 200. Je to jediné album, na kterém vystupuje baskytarista Nick Thomas a bubeník Chris Salih, než oba opustili kapelu v roce 2011.  

## Pozadí
Krátce po vydání alba bylo zveřejněno, že album bylo koncipováno a nahráno uvnitř domácího nahrávacího studia v suterénu domu, ve kterém Tyler Joseph , Nick Thomas, Chris Salih a Thomasův bratr v té době přebývali. Zatímco hudba byla produkována jinými členy skupiny, texty byly napsány hlavně Josephem. 
Obal alba navrhl John Rettstatt, Josephův přítel. 

## Ohlasy
Alternative Press popsal "Addict with a Pen" jako "pomalý a naze upřímný" a "nejlepší reprezentaci toho, co původně přitahovalo nové fanoušky". 

## Autoři
- Tyler Joseph – zpěv, klavír, klávesy, syntezátory, basa, programování, Hammondovy varhany, produkce, mixování
- Nick Thomas – kytary, basa, programování, doprovodné vokály
- Chris Salih – bicí, perkuse, doprovodné vokály

## Žebříčky
| Chart (2017)     | Pozice |
| ---------------- | ------ |
| US Billboard 200 | 139    |